# Certhiidae
Los certíidos (Certhiidae) son una familia de aves paseriformes de unos 12 cm de longitud, de color pardo con manchas blancas y negras en las partes superiores y claros en las inferiores, pico largo y curvado (aprox. 2/3 partes de la longitud de la cabeza), que trepan en espiral por el tronco de los árboles apoyándose en su cola rígida apretada contra la corteza, de donde viene su nombre común, agateadores.

## Taxonomía

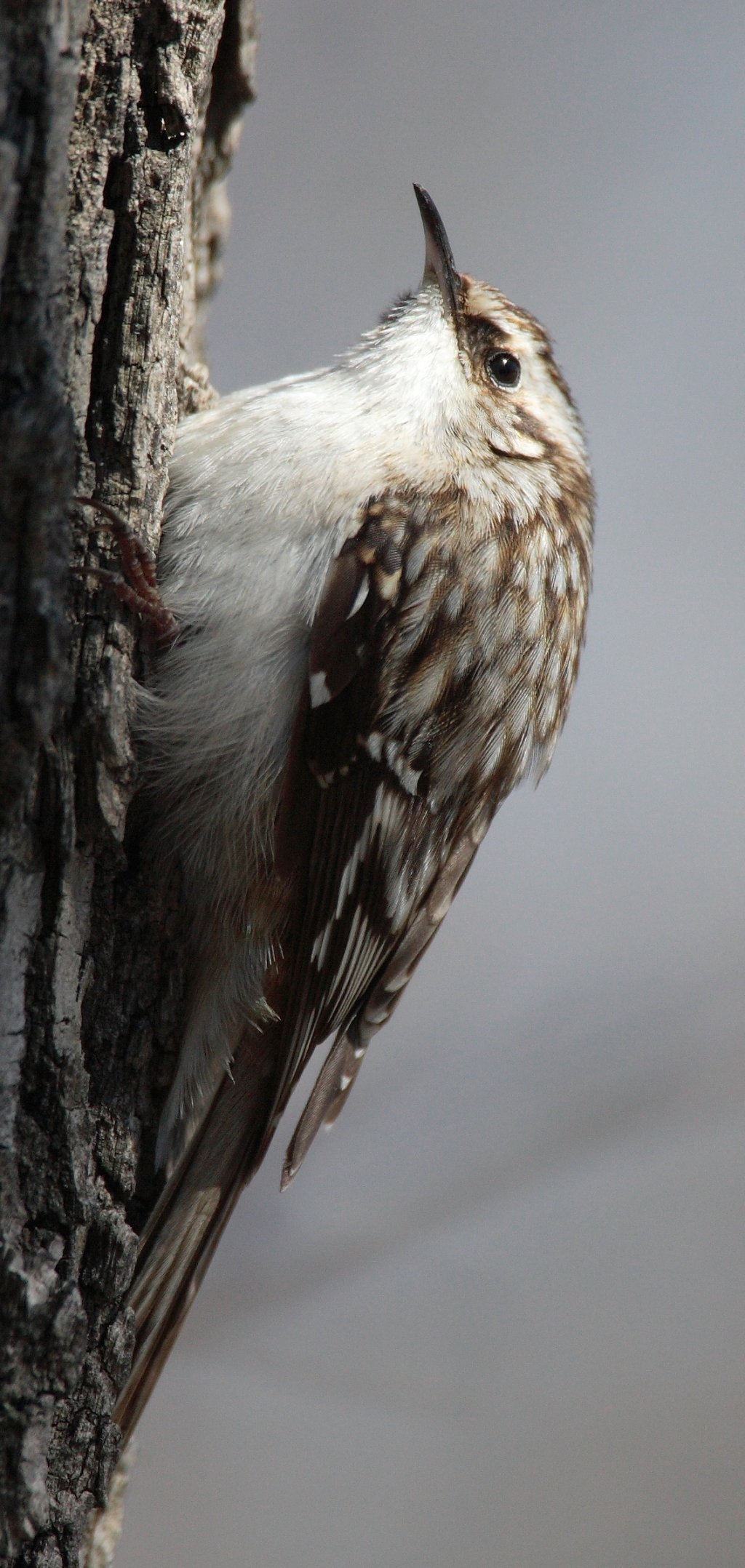
Certhia americana en el Parque Humber Bay, Toronto, Canadá.

Género Certhia
Certhia americana - agateador americano;
Certhia brachydactyla - agateador común;
Certhia discolor - agateador gorjipardo;
Certhia familiaris - agateador norteño;
Certhia himalayana - agateador del Himalaya;
Certhia hodgsoni - agateador de Hodgson;
Certhia manipurensis - agateador de Manipur;
Certhia nipalensis - agateador nepalés;
Certhia tianquanensis - agateador de Sichuán.
Género Salpornis
Salpornis spilonotus - agateador moteado;
Salpornis salvadori - agateador moteado africano.